# 立法院第八屆立法委員名單

2012年中華民國立法委員選舉選出的第八屆立法院各政黨獲得席次，圖中所屬政黨註記分別為：
（64人）
（40人）
TSU（3人）
（3人）
（1人）
MKT（1人）

2012年中華民國立法委員選舉第八屆區域立法委員選舉結果各政黨獲得席次分布（已與現況不同）。圖中所屬政黨註記說明：
中國國民黨
民主進步黨
無黨團結聯盟
無黨籍

立法院第八屆立法委員在中華民國101年（2012年）1月14日選出，於第八屆立法院中任職，任期自民國101年2月1日至民國105年（2016年）1月31日止。本屆立法院之席次總計113席，包括區域立法委員73席、原住民立法委員6席、全國不分區以及僑居國外國民立法委員34席。本屆院長為王金平、副院長為洪秀柱，皆為中國國民黨籍立法委員。

## 任期
| 選舉日（任期開始期）          | 任期結束日    | 備考                             |
| ----------------------------- | ------------- | -------------------------------- |
| 2012年1月14日（2012年2月1日） | 2016年1月31日 | 第八屆中華民國立法委員選舉選出。 |

## 立委人數
|               |            |              |        |              |        |   |     |  |  |
| 中國國民黨    | 民主進步黨 | 台灣團結聯盟 | 親民黨 | 無黨團結聯盟 | 無黨籍 |   |     |  |  |
| 第7屆立院最初 | 81         | 27           | 3      | 3            | 1      | 1 | 113 |  |  |
| 第7屆立院最末 | 73         | 32           | 3      | 3            | 1      | 0 | 109 |  |  |
|               |            |              |        |              |        |   |     |  |  |
| 第8屆立院最初 | 64         | 40           | 3      | 3            | 2      | 1 | 113 |  |  |
|               |            |              |        |              |        |   |     |  |  |
| 備註          |            |              |        |              |        |   |     |  |  |

- 自2015年11月25日起

| 政黨名       | 所属立委数 |
| ------------ | ---------- |
| 中國國民黨   | 65         |
| 民主進步黨   | 40         |
| 台灣團結聯盟 | 3          |
| 親民黨       | 3          |
| 無黨團結聯盟 | 1          |
| 民國黨       | 1          |
| 合計         | 113        |

## 全國不分區與僑居國外國民立法委員
排列說明：獲得之席次較多之政黨置於前方，各政黨之委員順序則依照中央選舉委員會公布之選舉公報為準。
|  | 肖像              | 姓名            | 政黨                                                      | 備註/生日                                |
|  |                   | 王金平 （院長） | 中國國民黨                                                | 連任，第十二次當選 1941年3月17日（81歲） |
|  | 王育敏            | 中國國民黨      | 新任，第一次當選 1971年4月11日（51歲）                    |                                          |
|  | 曾巨威            | 中國國民黨      | 新任，第一次當選 1951年9月4日（70歲）                     |                                          |
|  | 楊玉欣            | 中國國民黨      | 新任，第一次當選 1974年12月31日（47歲）                   |                                          |
|  | 邱文彥            | 中國國民黨      | 新任，第一次當選 1953年7月17日（69歲）                    |                                          |
|  | 洪秀柱 （副院長） | 中國國民黨      | 連任，第八次當選 1948年4月7日（74歲）                     |                                          |
|  | 吳育仁            | 中國國民黨      | 新任，第一次當選 1969年2月5日（53歲）                     |                                          |
|  | 潘維剛            | 中國國民黨      | 連任，第六次當選 1957年3月31日（65歲）                    |                                          |
|  | 陳鎮湘            | 中國國民黨      | 新任，第一次當選 1942年10月10日（79歲）                   |                                          |
|  | 李貴敏            | 中國國民黨      | 新任，第一次當選 1959年12月11日（62歲）                   |                                          |
|  | 蘇清泉            | 中國國民黨      | 新任，第一次當選 1957年8月5日（65歲）                     |                                          |
|  | 陳碧涵            | 中國國民黨      | 新任，第一次當選                                          |                                          |
|  | 詹凱臣            | 中國國民黨      | 新任，第一次當選 僑居國外國民席次                         |                                          |
|  | 徐少萍            | 中國國民黨      | 連任，第六次當選 1941年5月16日（81歲）                    |                                          |
|  | 陳淑慧            | 中國國民黨      | 連任，第二次當選 1957年10月6日（64歲）                    |                                          |
|  | 詹滿容            | 中國國民黨      | 新任，第一次當選 缺額遞補 1956年6月9日（66歲）            |                                          |
|  |                   | 陳節如          | 民主進步黨                                                | 連任，第二次當選 1944年3月3日（78歲）    |
|  | 柯建銘            | 民主進步黨      | 連任，第七次當選 1951年9月8日（70歲）                     |                                          |
|  | 吳宜臻            | 民主進步黨      | 新任，第一次當選 1970年4月23日（52歲）                    |                                          |
|  | 李應元            | 民主進步黨      | 新任，第三次當選 1953年3月16日~2021年11月11日（享年68歲） |                                          |
|  | 田秋堇            | 民主進步黨      | 連任，第三次當選 1954年5月27日（68歲）                    |                                          |
|  | 蔡煌瑯            | 民主進步黨      | 連任，第六次當選 1960年7月5日（62歲）                     |                                          |
|  | 蕭美琴            | 民主進步黨      | 新任，第三次當選 1971年8月7日（51歲）                     |                                          |
|  | 陳其邁            | 民主進步黨      | 新任，第四次當選 1964年12月23日（57歲）                   |                                          |
|  | 鄭麗君            | 民主進步黨      | 新任，第一次當選 1969年6月19日（53歲）                    |                                          |
|  | 段宜康            | 民主進步黨      | 新任，第二次當選 1963年11月14日（58歲）                   |                                          |
|  | 尤美女            | 民主進步黨      | 新任，第一次當選 1955年1月28日（67歲）                    |                                          |
|  | 吳秉叡            | 民主進步黨      | 新任，第二次當選 1966年10月7日（55歲）                    |                                          |
|  | 薛凌              | 民主進步黨      | 連任，第三次當選 1954年1月2日（68歲）                     |                                          |
|  |                   |                 |                                                           |                                          |
|  | 葉津鈴            | 台灣團結聯盟    | 新任，第一次當選 缺額遞補 1947年3月14日（75歲）           |                                          |
|  | 賴振昌            | 台灣團結聯盟    | 新任，第一次當選 缺額遞補 1958年1月15日（64歲）           |                                          |
|  | 周倪安            | 台灣團結聯盟    | 新任，第一次當選 缺額遞補 1972年10月7日（49歲）           |                                          |
|  |                   | 李桐豪          | 親民黨                                                    | 新任，第二次當選 1955年10月7日（66歲）   |
|  | 陳怡潔            | 親民黨          | 新任，第一次當選 缺額遞補 1979年9月9日（42歲）            |                                          |

## 區域立法委員

### 臺北市、新北市、基隆市及宜蘭縣
|        | 肖像               | 選舉區           | 姓名       | 政黨                                    | 備註                                    |
| 臺北市 |                    |                  |            |                                         |                                         |
|        |                    | 臺北市第一選舉區 | 丁守中     | 中國國民黨                              | 連任，第七次當選 1954年9月1日（68歲）   |
|        |                    | 臺北市第二選舉區 | 姚文智     | 民主進步黨                              | 新任，第一次當選 1965年12月4日（57歲）  |
|        |                    | 臺北市第三選舉區 | 羅淑蕾     | 中國國民黨                              | 連任，第三次當選 1952年11月28日（70歲） |
|        | 臺北市第四選舉區   | 蔡正元           | 中國國民黨 | 連任，第四次當選 1953年12月25日（68歲） |                                         |
|        | 臺北市第五選舉區   | 林郁方           | 中國國民黨 | 連任，第五次當選 1951年3月15日（71歲）  |                                         |
|        | 臺北市第六選舉區   | 蔣乃辛           | 中國國民黨 | 連任，第二次當選 1948年9月24日（74歲）  |                                         |
|        | 臺北市第七選舉區   | 費鴻泰           | 中國國民黨 | 連任，第三次當選 1954年7月7日（68歲）   |                                         |
|        | 臺北市第八選舉區   | 賴士葆           | 中國國民黨 | 連任，第四次當選 1951年6月20日（71歲）  |                                         |
| 新北市 |                    |                  |            |                                         |                                         |
|        |                    | 新北市第一選舉區 | 吳育昇     | 中國國民黨                              | 連任，第三次當選 1958年12月1日（64歲）  |
|        |                    | 新北市第二選舉區 | 林淑芬     | 民主進步黨                              | 連任，第三次當選 1973年1月27日（49歲）  |
|        | 新北市第三選舉區   | 高志鵬           | 民主進步黨 | 連任，第四次當選 1963年8月8日（59歲）   |                                         |
|        |                    | 新北市第四選舉區 | 李鴻鈞     | 中國國民黨 · →無黨籍 · → 親民黨         | 連任，第四次當選 1959年5月11日（63歲）  |
|        | 新北市第五選舉區   | 黃志雄           | 中國國民黨 | 連任，第三次當選 1976年10月16日（45歲） |                                         |
|        | 新北市第六選舉區   | 林鴻池           | 中國國民黨 | 連任，第三次當選 1955年8月22日（67歲）  |                                         |
|        | 新北市第七選舉區   | 江惠貞           | 中國國民黨 | 新任，第一次當選 1963年1月28日（59歲）  |                                         |
|        | 新北市第八選舉區   | 張慶忠           | 中國國民黨 | 連任，第三次當選 1957年12月14日（64歲） |                                         |
|        | 新北市第九選舉區   | 林德福           | 中國國民黨 | 連任，第四次當選 1953年10月23日（68歲） |                                         |
|        | 新北市第十選舉區   | 盧嘉辰           | 中國國民黨 | 連任，第二次當選 1953年1月1日（69歲）   |                                         |
|        | 新北市第十一選舉區 | 羅明才           | 中國國民黨 | 連任，第五次當選 1967年1月15日（55歲）  |                                         |
|        | 新北市第十二選舉區 | 李慶華           | 中國國民黨 | 連任，第七次當選 1948年1月23日（74歲）  |                                         |
| 基隆市 |                    |                  |            |                                         |                                         |
|        |                    | 基隆市選舉區     | 謝國樑     | 中國國民黨                              | 連任，第三次當選 1975年10月5日（46歲）  |
| 宜蘭縣 |                    |                  |            |                                         |                                         |
|        |                    | 宜蘭縣選舉區     | 陳歐珀     | 民主進步黨                              | 新任，第一次當選 1962年10月12日（59歲） |

### 桃園縣、新竹縣市及苗栗縣
|        | 肖像             | 選舉區           | 姓名       | 政黨                            | 備註             |
| 桃園縣 |                  |                  |            |                                 |                  |
|        |                  | 桃園縣第一選舉區 | 陳根德     | 中國國民黨                      | 連任，第五次當選 |
|        | 桃園縣第二選舉區 | 廖正井           | 中國國民黨 | 新任，第二次當選                |                  |
|        | 桃園縣第三選舉區 | 陳學聖           | 中國國民黨 | 新任，第三次當選                |                  |
|        | 桃園縣第四選舉區 | 楊麗環           | 中國國民黨 | 連任，第四次當選                |                  |
|        | 桃園縣第五選舉區 | 呂玉玲           | 中國國民黨 | 新任，第一次當選                |                  |
|        | 桃園縣第六選舉區 | 孫大千           | 中國國民黨 | 連任，第四次當選                |                  |
| 新竹縣 |                  |                  |            |                                 |                  |
|        |                  | 新竹縣選舉區     | 徐欣瑩     | 中國國民黨 · →無黨籍 · → 民國黨 | 新任，第一次當選 |
| 新竹市 |                  |                  |            |                                 |                  |
|        |                  | 新竹市選舉區     | 呂學樟     | 中國國民黨                      | 連任，第四次當選 |
| 苗栗縣 |                  |                  |            |                                 |                  |
|        |                  | 苗栗縣第一選舉區 | 陳超明     | 中國國民黨                      | 新任，第二次當選 |
|        | 苗栗縣第二選舉區 | 徐志榮           | 中國國民黨 | 新任，第一次當選 補選遞補       |                  |

### 臺中市、彰化縣及南投縣
|        | 肖像             | 選舉區           | 姓名       | 政黨                      | 備註                      |
| 臺中市 |                  |                  |            |                           |                           |
|        |                  | 臺中市第一選舉區 | 蔡其昌     | 民主進步黨                | 新任，第二次當選          |
|        |                  | 臺中市第二選舉區 | 顏寬恒     | 中國國民黨                | 新任，第一次當選 補選遞補 |
|        | 臺中市第三選舉區 | 楊瓊瓔           | 中國國民黨 | 連任，第五次當選          |                           |
|        | 臺中市第四選舉區 | 蔡錦隆           | 中國國民黨 | 連任，第三次當選          |                           |
|        | 臺中市第五選舉區 | 盧秀燕           | 中國國民黨 | 連任，第五次當選          |                           |
|        |                  | 臺中市第六選舉區 | 黃國書     | 民主進步黨                | 新任，第一次當選 補選遞補 |
|        | 臺中市第七選舉區 | 何欣純           | 民主進步黨 | 新任，第一次當選          |                           |
|        |                  | 臺中市第八選舉區 | 江啟臣     | 中國國民黨                | 新任，第一次當選          |
| 彰化縣 |                  |                  |            |                           |                           |
|        |                  | 彰化縣第一選舉區 | 王惠美     | 中國國民黨                | 新任，第一次當選          |
|        | 彰化縣第二選舉區 | 林滄敏           | 中國國民黨 | 連任，第三次當選          |                           |
|        | 彰化縣第三選舉區 | 鄭汝芬           | 中國國民黨 | 連任，第二次當選          |                           |
|        |                  | 彰化縣第四選舉區 | 陳素月     | 民主進步黨                | 新任，第一次當選 補選遞補 |
| 南投縣 |                  |                  |            |                           |                           |
|        |                  | 南投縣第一選舉區 | 馬文君     | 中國國民黨                | 連任，第二次當選          |
|        | 南投縣第二選舉區 | 許淑華           | 中國國民黨 | 新任，第一次當選 補選遞補 |                           |

### 雲林縣、嘉義縣市及臺南市
|        | 肖像             | 選舉區           | 姓名       | 政黨             | 備註             |
| 雲林縣 |                  |                  |            |                  |                  |
|        |                  | 雲林縣第一選舉區 | 張嘉郡     | 中國國民黨       | 連任，第二次當選 |
|        |                  | 雲林縣第二選舉區 | 劉建國     | 民主進步黨       | 連任，第二次當選 |
| 嘉義縣 |                  |                  |            |                  |                  |
|        |                  | 嘉義縣第一選舉區 | 翁重鈞     | 中國國民黨       | 連任，第七次當選 |
|        |                  | 嘉義縣第二選舉區 | 陳明文     | 民主進步黨       | 連任，第三次當選 |
| 嘉義市 |                  |                  |            |                  |                  |
|        |                  | 嘉義市選舉區     | 李俊俋     | 民主進步黨       | 新任，第一次當選 |
| 臺南市 |                  |                  |            |                  |                  |
|        |                  | 臺南市第一選舉區 | 葉宜津     | 民主進步黨       | 連任，第五次當選 |
|        | 臺南市第二選舉區 | 黃偉哲           | 民主進步黨 | 連任，第三次當選 |                  |
|        | 臺南市第三選舉區 | 陳亭妃           | 民主進步黨 | 連任，第二次當選 |                  |
|        | 臺南市第四選舉區 | 許添財           | 民主進步黨 | 連任，第五次當選 |                  |
|        | 臺南市第五選舉區 | 陳唐山           | 民主進步黨 | 新任，第三次當選 |                  |

### 高雄市、屏東縣及澎湖縣
|        | 肖像             | 選舉區           | 姓名       | 政黨             | 備註                      |
| 高雄市 |                  |                  |            |                  |                           |
|        |                  | 高雄市第一選舉區 | 邱議瑩     | 民主進步黨       | 連任，第三次當選          |
|        | 高雄市第二選舉區 | 邱志偉           | 民主進步黨 | 新任，第一次當選 |                           |
|        |                  | 高雄市第三選舉區 | 黃昭順     | 中國國民黨       | 連任，第七次當選          |
|        |                  | 高雄市第四選舉區 | 林岱樺     | 民主進步黨       | 連任，第四次當選          |
|        | 高雄市第五選舉區 | 管碧玲           | 民主進步黨 | 連任，第三次當選 |                           |
|        | 高雄市第六選舉區 | 李昆澤           | 民主進步黨 | 新任，第二次當選 |                           |
|        | 高雄市第七選舉區 | 趙天麟           | 民主進步黨 | 新任，第一次當選 |                           |
|        | 高雄市第八選舉區 | 許智傑           | 民主進步黨 | 新任，第一次當選 |                           |
|        |                  | 高雄市第九選舉區 | 林國正     | 中國國民黨       | 新任，第一次當選          |
| 屏東縣 |                  |                  |            |                  |                           |
|        |                  | 屏東縣第一選舉區 | 蘇震清     | 民主進步黨       | 連任，第二次當選          |
|        |                  | 屏東縣第二選舉區 | 王進士     | 中國國民黨       | 連任，第二次當選          |
|        |                  | 屏東縣第三選舉區 | 莊瑞雄     | 民主進步黨       | 新任，第一次當選 補選遞補 |
| 澎湖縣 |                  |                  |            |                  |                           |
|        |                  | 澎湖縣選舉區     | 楊曜       | 民主進步黨       | 新任，第一次當選          |

### 花蓮縣及臺東縣
|        | 肖像 | 選舉區       | 姓名   | 政黨       | 備註             |
| 花蓮縣 |      |              |        |            |                  |
|        |      | 花蓮縣選舉區 | 王廷升 | 中國國民黨 | 連任，第二次當選 |
| 臺東縣 |      |              |        |            |                  |
|        |      | 臺東縣選舉區 | 劉櫂豪 | 民主進步黨 | 新任，第一次當選 |

### 金門縣及連江縣
|        | 肖像 | 選舉區       | 姓名   | 政黨                  | 備註             |
| 金門縣 |      |              |        |                       |                  |
|        |      | 金門縣選舉區 | 楊應雄 | 中國國民黨            | 新任，第一次當選 |
| 連江縣 |      |              |        |                       |                  |
|        |      | 連江縣選舉區 | 陳雪生 | 無黨籍 · → 中國國民黨 | 新任，第一次當選 |

## 原住民立法委員
|  | 肖像   | 選舉區           | 姓名       | 政黨             | 備註             |
|  |        | 平地原住民選舉區 | 廖國棟     | 中國國民黨       | 連任，第四次當選 |
|  | 鄭天財 | 平地原住民選舉區 | 中國國民黨 | 新任，第一次當選 |                  |
|  |        | 山地原住民選舉區 | 孔文吉     | 中國國民黨       | 連任，第三次當選 |
|  |        | 山地原住民選舉區 | 高金素梅   | 無黨團結聯盟     | 連任，第四次當選 |
|  |        | 山地原住民選舉區 | 簡東明     | 中國國民黨       | 連任，第二次當選 |

## 任內離職
|  | 肖像 | 姓名   | 政黨         | 類別               | 經歷                                                               | 學歷                                                                                                 | 出生日期      | 備註                                                                               |
|  | ---- | ------ | ------------ | ------------------ | ------------------------------------------------------------------ | --- | ------------- | ---------------------------------------------------------------------------------- |
|  |      | 顏清標 | 無黨團結聯盟 | 臺中市第二選舉區   | 臺中縣議會議員、臺灣省議會議員、臺中縣議會議長                     | 神州高中                                                                                             | 1960年8月25日 | 連任，第四次當選，因違反貪污治罪條例，於2012年11月28日遭最高法院判決褫奪公權定讞。 |
|  |      | 張曉風 | 親民黨       | 全國不分區立法委員 | 東吳大學中文系教授、香港浸會學院中文系教授、國立陽明大學中文系教授 | 東吳大學中文系畢業                                                                                   | 1941年3月29日 | 新任，第一次當選，於2013年3月15日離職。                                            |
|  |      | 林正二 | 親民黨       | 平地原住民選舉區   | 國民大會代表、臺灣省議會議員                                       | 臺灣省立屏東師範專科學校畢業、國立臺灣師範大學教育學系畢業、國立臺灣師範大學教育研究所               | 1952年1月2日  | 新任，第五次當選，因涉賄選一案，於2013年7月11日遭最高法院判決褫奪公權定讞。        |
|  |      | 林世嘉 | 台灣團結聯盟 | 全國不分區立法委員 | 民間全民電視公司董事、台灣智庫董事、彭婉如基金會董事               | 國立陽明大學衛生福利研究所、國立台灣大學公共衛生學系                                                 | 1969年4月15日 | 新任，第一次當選，因遭開除黨籍，於2013年7月15日喪失立法委員資格。                  |
|  |      | 許忠信 | 台灣團結聯盟 | 全國不分區立法委員 | 行政院新聞局法規會委員、經濟部貿易調查委員會義務法律顧問           | 劍橋大學國際經貿法學博士、國立政治大學法學院法律研究所碩士                                           | 1965年6月1日  | 新任，第一次當選，於2014年2月1日離職。                                             |
|  |      | 黃文玲 | 台灣團結聯盟 | 全國不分區立法委員 | 碩成國際法律事務所主持律師                                         | 國立交通大學管理學院經營管理學程碩士、東吳大學法學士                                                 | 1969年8月11日 | 新任，第一次當選，於2014年2月1日離職。                                             |
|  |      | 林佳龍 | 民主進步黨   | 臺中市第六選舉區   | 國立中正大學政治學系助理教授、國民大會代表、民主進步黨秘書長       | 國立臺灣大學政治學系學士暨碩士、耶魯大學人文哲學碩士暨政治學碩士暨政治學博士                         | 1964年2月13日 | 新任，第一次當選，因參選2014年臺中市市長選舉，於2014年11月25日離職。               |
|  |      | 魏明谷 | 民主進步黨   | 彰化縣第四選舉區   | 彰化縣議會議員                                                     | 臺灣省立臺中商業專科學校、大葉大學事業經濟研究所                                                     | 1963年3月18日 | 新任，第三次當選，因參選2014年彰化縣縣長選舉，於2014年11月25日離職。               |
|  |      | 徐耀昌 | 中國國民黨   | 苗栗縣第二選舉區   | 頭份鎮鎮長                                                         | 革命實踐研究院、親民工商專科學校專校企業管理科、中華大學經營管理研究所管理學碩士                     | 1955年6月30日 | 連任，第四次當選，因於2014年苗栗縣縣長選舉當選縣長，於2014年12月25日離職。         |
|  |      | 林明溱 | 中國國民黨   | 南投縣第二選舉區   | 集集鎮鎮長、南投縣議會議員、南投縣政府觀光局局長                   | 中華工業專科學校、朝陽科技大學休閒事業管理系碩士班                                                   | 1951年2月13日 | 連任，第二次當選，因於2014年南投縣縣長選舉當選縣長，於2014年12月25日離職。         |
|  |      | 潘孟安 | 民主進步黨   | 屏東縣第三選舉區   | 車城鄉鄉民代表、屏東縣議會議員、民主進步黨屏東縣黨部主委           | 國立臺灣大學國家發展研究所、國立高雄師範大學成人教育研究所碩士、美國檀香山文理及人文大學企業管理碩士 | 1963年8月15日 | 連任，第三次當選，因於2014年屏東縣縣長選舉當選縣長，於2014年12月25日離職。         |
|  |      | 紀國棟 | 中國國民黨   | 全國不分區立法委員 | 大肚鄉鄉長、退伍軍人協會會長                                       | 國立中興大學國際政治研究所、東海大學公共行政研究所、中國文化學院法律學系                             | 1960年5月16日 | 連任，第二次當選，因遭開除黨籍，於2015年7月15日喪失立法委員資格。                  |

## 涉司法案件
1. 高雄市第七選舉區趙天麟（民主進步黨）遭對手邱毅提出當選無效訴訟。2012年9月26日高雄地方法院一審駁回原告之訴[4]。
2. 嘉義縣第一選舉區翁重鈞（中國國民黨）遭對手蔡易餘提出當選無效訴訟，2012年6月13日臺灣嘉義地方法院駁回原告之訴[5]。蔡不服遂提起上訴，2012年12月21日遭臺南高分院二審駁回，全案定讞[6]。
3. 彰化縣第三選舉區鄭汝芬（中國國民黨）遭對手江昭儀提出當選無效訴訟，2012年8月臺灣彰化地方法院駁回原告之訴。[7]
4. 山地原住民選舉區簡東明（中國國民黨）因涉嫌賄選遭臺灣高雄地方法院檢察署偵結起訴並具體求刑，同時聲請沒收賄款四百廿萬元。[8]全案於2013年7月遭高雄高分院判決無罪定讞。[9]
5. 雲林縣第二選舉區劉建國（民主進步黨）遭對手許舒博指控偽填選舉資料上的學歷，提出當選無效訴訟。2012年12月4日二審台南高分院判決劉建國當選有效、許舒博敗訴，全案定讞。[10]
6. 山地原住民選舉區孔文吉（中國國民黨）因涉嫌賄選遭臺灣高雄地方法院檢察署提起當選無效之訴，2012年12月14日遭高雄地方法院以「罪證不足」一審判決駁回。全案仍可上訴。[11]

## 罷免投票
1. 臺北市第四選舉區蔡正元（中國國民黨）被割闌尾計畫依《公職人員選舉罷免法》提出罷免，其選舉區依法於2015年2月14日投票，結果總投票人數為7萬9303人，同意票為7萬6737人，不同意票2196人，無效票370人，投票率為24.98%，依法罷免案遭否決。

## 外部連結
- 立法院 （页面存档备份，存于）
- 中央選舉委員會 > 2012選舉專區